# Alexa Bliss
 (mars 2023).
Alexis Cabrera, née Alexis Kaufman (née le 9 août 1991 à Columbus (Ohio)), est une catcheuse (lutteuse professionnelle) américaine. Elle travaille à la World Wrestling Entertainment, dans la division SmackDown, sous le nom d'Alexa Bliss, où elle est l'actuelle championne par équipes avec Charlotte Flair.
Elle pratique le culturisme avant de signer un contrat avec la WWE au printemps 2013. Elle rejoint alors le WWE Performance Center, le centre d'entrainement de la WWE puis NXT, l'émission club-école de la WWE. En 2016, elle rejoint SmackDown Live et y remporte à deux reprises le championnat féminin de SmackDown. Elle a ensuite remporté le titre féminin de Raw deux fois en 2017 et une fois en 2018. Elle a aussi été l’hôte de WrestleMania 35. Le 5 août 2019, Après avoir remporté les championnats par équipe, elle est la 2e catcheuse de l'histoire à devenir Triple Crown Women's Champion de la WWE.

## Jeunesse
Alexis Kaufman commence à s'intéresser au sport dès son plus jeune âge et fait de la gymnastique, du softball et du kickboxing. Elle étudie à l'université d'Akron où elle fait partie de l'équipe de cheerleaders. Elle devient anorexique à cause du régime que le staff de l'université impose à son équipe. Elle participe à des concours de bodybulding. Elle est entre autres arrivée 14e aux IFFB Arnold Classic, l'un des plus grands concours de fitness du monde, en 2013.

## Carrière de catcheuse

### World Wrestling Entertainment (2013-...)

#### Passage à laNXT(2013-2016)

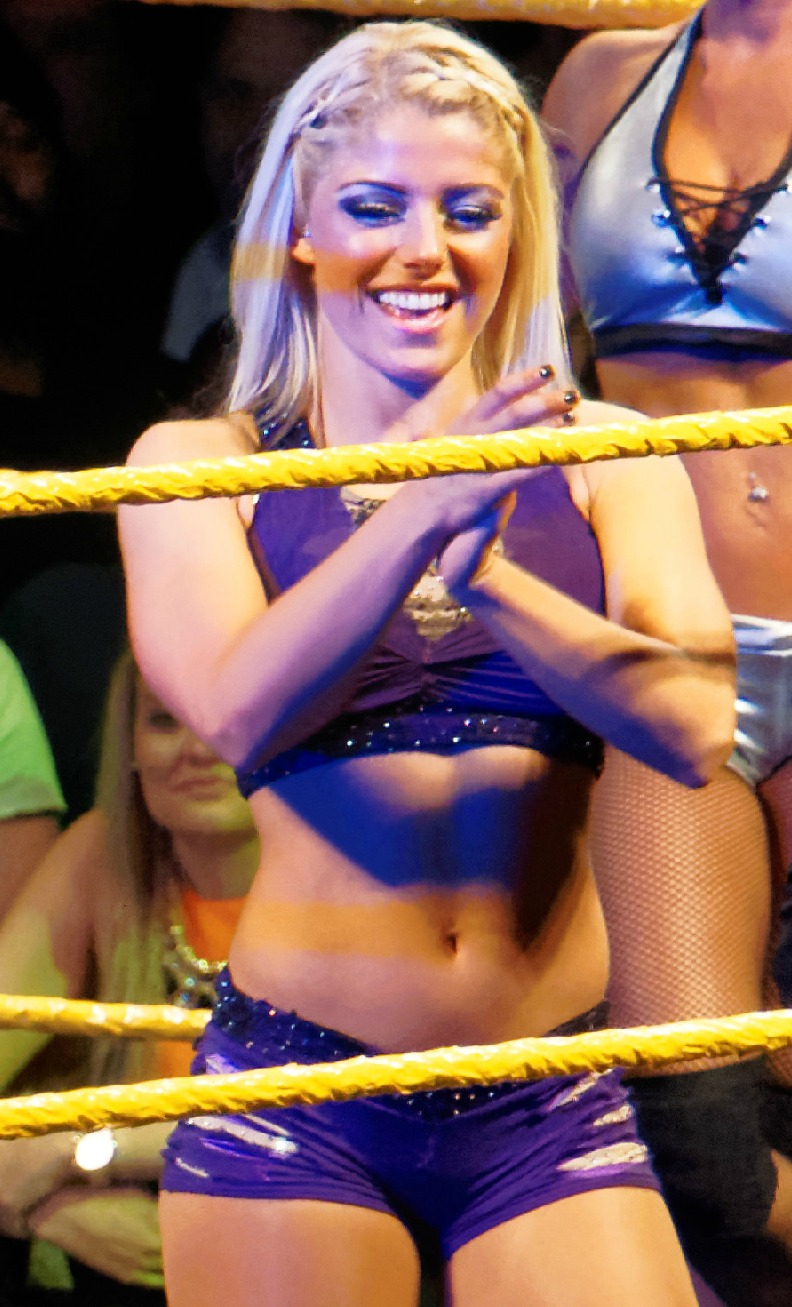
Alexa Bliss en 2015.

Le 25 mai 2013, elle signe officiellement avec la World Wrestling Entertainment. 
Le 24 juillet à NXT, elle fait sa première apparition, avec d'autres catcheuses, en félicitant Paige, qui a gagné le titre féminin de la NXT en battant Emma.
Le 6 avril 2014 à WrestleMania XXX, Charlotte Flair, Sasha Banks et elle sont figurantes durant l'entrée de Triple H. Le 8 mai à NXT, elle dispute son premier match en battant Alicia Fox au premier tour du tournoi désignant la future championne de la NXT,.
Le 20 mai 2015 à NXT TakeOver: Unstoppable, elle effectue un Heel Turn en attaquant Carmella, permettant à Blake et Murphy de conserver leurs titres par équipe de la NXT contre Enzo Amore et Big Cass, devenant ainsi la nouvelle valet des premiers. 
Le 22 août à NXT TakeOver: Brooklyn, elle ne peut empêcher la défaite de ses compagnons face aux Vaudevillains, ne conservant pas leurs titres.

#### SmackDown Liveet double championne deSmackDown(2016-2017)

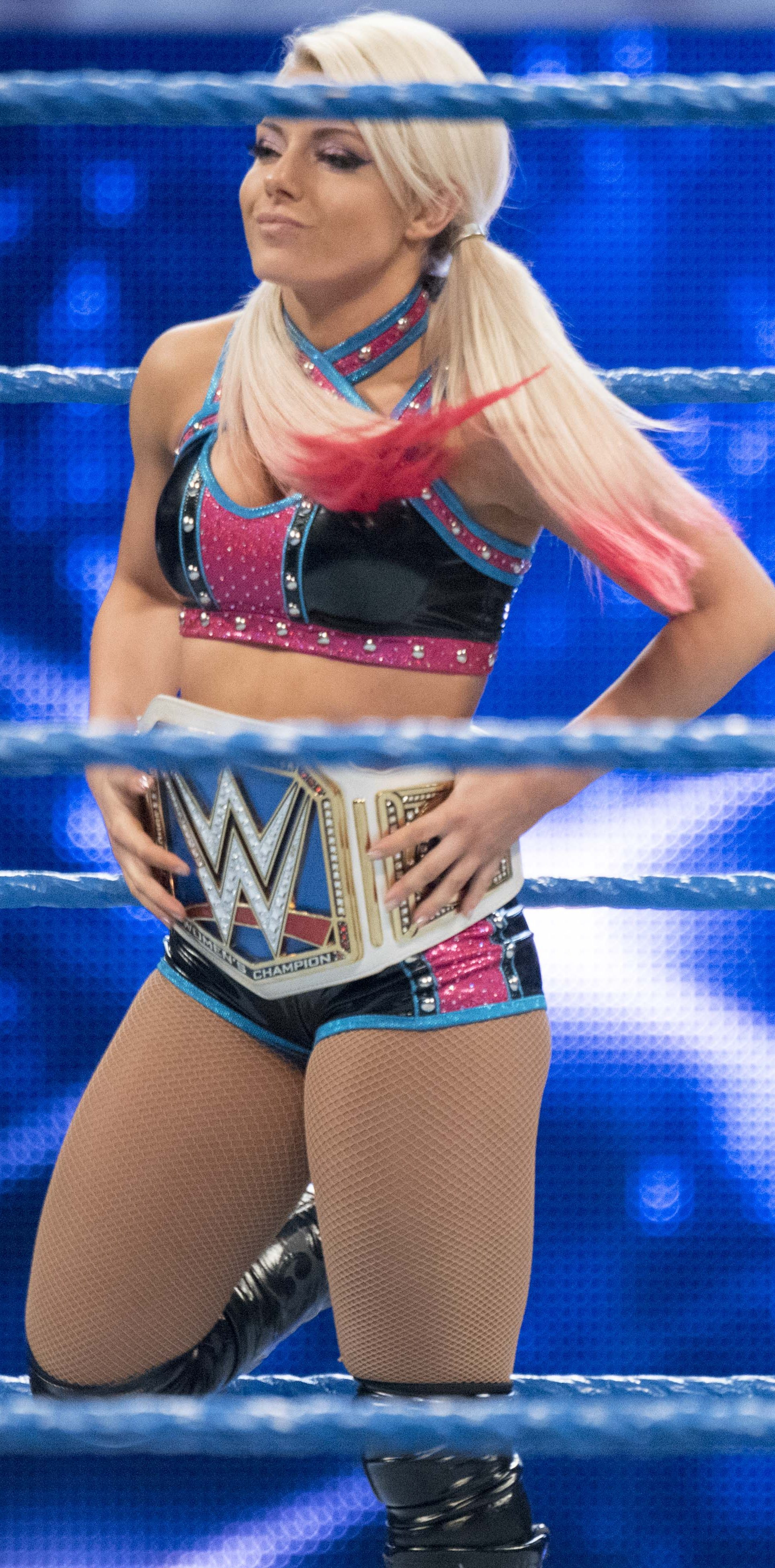
Alexa Bliss en tant que championne de SmackDown.

Le 19 juillet 2016, lors du Superstar Shake-Up, elle est annoncée être officiellement transférée à SmackDown Live. Le 9 août à SmackDown Live, elle fait ses débuts dans le show bleu, dispute son premier match et bat Becky Lynch. Le 21 août à  SummerSlam, Natalya, Nikki Bella et elle battent Becky Lynch, Carmella et Naomi dans un 6-Women Tag Team match. Quelques jours après ce match, Shane McMahon et Daniel Bryan annoncent la création du championnat féminin de SmackDown Live et sa participation à un 6-Pack Challenge, qui aura lieu à Backlash, afin de déterminer la première championne. Le 11 septembre à Backlash, elle ne devient pas la première championne de SmackDown, battue par Becky Lynch dans un 6-Pack Challenge qui inclut également Carmella, Naomi, Natalya et Nikki Bella. Ce jour-là, son look change ainsi que son gimmick qui s'inspire du personnage d'Harley Quinn dans le film Suicide Squad.
Le 9 octobre à No Mercy, elle perd face à Naomi. Le 20 novembre aux Survivor Series, l'équipe SmackDown, dont elle fait partie, perd face à celle de Raw dans un Women's 5-on-5 Traditional Survivor Series Elimination Tag Team match. Le 4 décembre à TLC, elle devient la nouvelle championne de SmackDown en battant Becky Lynch dans un Tables match et remporte le titre pour la première fois de sa carrière.
Le 29 janvier 2017 lors du pré-show au Royal Rumble, Natalya, Mickie James et elle perdent face à Naomi, Nikki Bella et Becky Lynch dans un 6-Women Tag Team match. Le 12 février à Elimination Chamber, elle ne conserve pas sa ceinture, rebattue par Naomi, ce qui met fin à un règne de 70 jours. Le 21 février à SmackDown Live, elle redevient championne de SmackDown, pour la seconde fois, en rebattant l'Irlandaise (le titre étant devenu vacant, à la suite de la blessure de Naomi).
Le 2 avril à WrestleMania 33, elle ne conserve pas sa ceinture, rebattue par Naomi dans un 6-Pack Challenge qui inclut également Becky Lynch, Carmella, Mickie James et Natalya, ce qui met fin à un règne de 40 jours.

#### Draft àRaw, Miss Money in the Bank, triple championne deRawet diverses rivalités (2017-2019)
Le 10 avril 2017 à Raw, lors du Superstar Shake-Up, elle est annoncée être officiellement transférée au show rouge. Ce soir-là, elle y fait également ses débuts, dispute son premier match, puis bat Mickie James, Nia Jax et Sasha Banks dans un Fatal 4-Way match pour devenir aspirante no 1 au titre féminin. Le 30 avril à Payback, elle devient la nouvelle championne de Raw en battant Bayley et remporte le titre pour la première fois de sa carrière. Le 4 juin à Extreme Rules, elle conserve son titre en rebattant sa même adversaire dans un Kendô Stick on a Pole match.
Le 9 juillet à Great Balls of Fire, elle perd face à Sasha Banks par décompte extérieur, mais conserve son titre. Le 20 août à SummerSlam, elle ne conserve pas sa ceinture, rebattue par The Boss, ce qui met fin à un règne de 70 jours. Le 28 août à Raw, elle redevient championne de Raw, pour la seconde fois, en prenant sa revanche sur sa même adversaire. Le 24 septembre à No Mercy, elle conserve son titre en battant Nia Jax, Emma, Bayley et Sasha Banks dans un Fatal 5-Way match. 
Le 22 octobre à TLC, elle conserve son titre en rebattant son idole. Le 19 novembre aux Survivor Series, elle perd face à la championne de SmackDown, Charlotte Flair, dans un Champion vs. Champion match.
Le 25 février 2018 à Elimination Chamber, elle conserve son titre en battant Mickie James, Sasha Banks, Bayley, Mandy Rose et Sonya Deville dans le tout premier Women's Elimination Chamber match de l'histoire. Le 12 mars à Raw, elle provoque le Face Turn de Nia Jax, car elle révèle à Mickie James s'être servie de la Samoane pour sa gloire personnelle, puisque cette dernière est facile à manipuler car bête et grosse. Folle de rage, celle-ci saccage leurs vestiaires.
Le 8 avril à WrestleMania 34, elle ne conserve pas sa ceinture, battue par Nia Jax, ce qui met fin à un règne de 223 jours, le plus long de l'histoire du titre. Le 6 mai à Backlash, elle ne remporte pas la ceinture, rebattue par la Samoane. Le 17 juin à Money in the Bank, elle remporte la mallette. Plus tard dans la soirée, elle interrompt le match entre Ronda Rousey et Nia Jax, car elle attaque les deux catcheuses et fait gagner la première par disqualification aux dépens de la seconde. Elle utilise ensuite sa mallette sur la Samoane et redevient championne de Raw, pour la troisième fois, en prenant sa revanche sur cette dernière.
Le 15 juillet à Extreme Rules, elle conserve son titre en rebattant sa même adversaire, malgré une intervention de Ronda Rousey durant le combat. Le 19 août à SummerSlam, elle ne conserve pas sa ceinture, battue par The Baddest Women on the Planet par soumission, ce qui met fin à un règne de 72 jours. Le 16 septembre à Hell in a Cell, elle ne remporte pas la ceinture, rebattue par sa même adversaire par soumission. 
Le 27 octobre, elle souffre d'une commotion cérébrale et doit déclarer forfait pour Evolution, où elle sera remplacée par Alicia Fox.
Le 27 janvier 2019 au Royal Rumble, elle fait son retour de blessure après 4 mois d'absence, entre dans son tout premier Women's Royal Rumble match en 26e position, élimine Ember Moon et Sonya Deville avant d'être elle-même éliminée par Carmella et Bayley.
Le 20 mai à Raw, elle s'allie officiellement avec Nikki Cross, puis ensemble, Becky Lynch et les deux catcheuses battent Lacey Evans et les IIconics dans un 6-Women Tag Team match. Le 23 juin à Stomping Grounds, elle ne remporte pas le titre féminin de SmackDown, battue par Bayley.
Le 14 juillet à Extreme Rules, l'Écossaise et elle ne remportent pas la ceinture du show bleu, battues par leur même adversaire dans un 2-on-1 Handicap match.

#### Draft àSmackDownet double championne par équipe avec Nikki Cross (2019-2020)
Le 5 août à Raw, elles deviennent les nouvelles championnes par équipe en battant les Kabuki Warriors (Asuka et Kairi Sane), Fire & Desire (Mandy Rose et Sonya Deville) et les IIconics dans un Fatal 4-Way Elimination Tag Team match. À ce jour, elle devient alors la 2e Triple Crown Women's Champion. Six soirs plus tard lors du pré-show à SummerSlam, elles effectuent un Face Turn et conservent leurs titres en rebattant les catcheuses australiennes.
Le 15 septembre à Clash of Champions, elles conservent leurs titres en battant Fire & Desire (Mandy Rose et Sonya Deville).
Le 6 octobre à Hell in a Cell, elles ne conservent pas leurs ceintures, battues par les Kabuki Warriors qui effectuent un Heel Turn. Le 15 octobre, alors qu'elles devaient rester au show rouge, Triple H annonce finalement, dans la nouvelle émission de la compagnie WWE Backstage sur Fox Sports 1, qu'elles sont officiellement transférées à SmackDown.
Le 26 janvier 2020 au Royal Rumble, elle entre dans le Women's Royal Rumble match en première position, élimine Kairi Sane, Mia Yim et Chelsea Green avant d'être elle-même éliminée par Bianca Belair après 26 minutes de match.
Le 4 avril à WrestleMania 36, elles redeviennent championnes par équipe, pour la seconde fois, en prenant leur revanche sur les Kabuki Warriors. Le 5 juin à SmackDown, elles ne conservent pas leurs ceintures, battues par la Boss'n'Hug Connection, ce qui met fin à un règne de 62 jours. Le 14 juin à Backlash, elles ne remportent pas les ceintures, rebattues par leurs mêmes adversaires dans un Triple Threat Tag Team match qui inclut également les IIconics.

#### Retour àRaw, alliance avecThe FiendBray Wyatt et retour en solo (2020-2021)
Le 2 octobre à SmackDown, elle s'allie officiellement avec The Fiend Bray Wyatt et arbore une gimmick démoniaque à ses côtés. Le 12 octobre à Raw, ils effectuent un Tweener Turn et attaquent Andrade et Zelina Vega en leur portant un Sister Abigail. Lors du Draft, ils sont annoncés être officiellement transférés au show rouge par Stephanie McMahon.
Le 31 janvier 2021 au Royal Rumble, elle entre dans le Women's Royal Rumble match en 27e position, mais se fait éliminer par Rhea Ripley. Le 21 mars à Fastlane, elle bat Randy Orton avec l'aide du Fiend Bray Wyatt, qui effectuait son retour après 3 mois d'absence. 
Le 11 avril à WrestleMania 37, elle effectue un Heel Turn et fait perdre son partenaire face à The Apex Predator en le distrayant, ce qui met officiellement fin à leur alliance,. Le 20 juin à Hell in a Cell, elle bat Shayna Baszler.
Le 18 juillet à Money in the Bank, elle ne remporte pas la mallette, gagnée par Nikki A.S.H. Le 21 août à SummerSlam, elle bat Eva Marie. Le 26 septembre à Extreme Rules, elle ne remporte pas le titre féminin de Raw, battue par Charlotte Flair. Après le combat, son adversaire détruit sa poupée Lily, ce qui met fin à sa gimmick démoniaque. 4 jours plus tard, il est annoncé qu'elle va devoir subir une opération du sinus et s'absenter pendant quelques mois.
Le 10 janvier 2022 à Raw, elle fait son retour dans le show rouge lors d'un segment thérapeutique. Le 19 février à Elimination Chamber, elle effectue un Face Turn, mais ne devient pas aspirante no 1 à la ceinture féminine du show rouge à WrestleMania 38, battue par Bianca Belair dans un Women's Elimination Chamber match.

#### Triple championne par équipe avec Asuka, retour en solo et absence (2022-2023)
Le 9 mai à Raw, elle fait son retour, après 4 mois d'absence, avec une nouvelle gimmick qui est un mélange de The Goddess et le démoniaque et bat ensuite Sonya Deville qui a perdu son statut d'officielle de la WWE.
Le 2 juillet à Money in the Bank, elle ne remporte pas la mallette, gagnée par Liv Morgan. Le 3 septembre à Clash at the Castle, Bianca Belair, Asuka et elle perdent face à Damage CTRL (Bayley, IYO SKY et Dakota Kai) dans un 6-Women Tag Team match.
Le 31 octobre à Raw, la catcheuse japonaise et elle viennent en aide à la championne de Raw, attaquée par le trio féminin après sa victoire sur Nikki Cross. Plus tard dans la soirée, elles redeviennent championnes par équipe, pour la troisième fois, en battant Dakota Kai et IYO SKY. 5 soirs plus tard à Crown Jewel, elles ne conservent pas leurs ceintures, battues par leurs mêmes adversaires. Le 26 novembre aux Survivor Series: WarGames, Bianca Belair, Becky Lynch, Mia Yim et elles battent Damage CTRL (Bayley, Dakota Kai, IYO SKY), Nikki Cross et Rhea Ripley dans son tout premier Women's WarGames match. Le 19 décembre à Raw, elle effectue un Heel Turn, car elle brise un vase sur la tête de la championne de Raw, pendant l'interview des deux catcheuses avec Bayron Saxton.
Le 28 janvier 2023 au Royal Rumble, elle ne remporte pas le titre féminin de Raw, battue par Bianca Belair. Le 8 février, elle s'absente pour une durée indéterminée.

#### Retour, alliance et quadruple championne par équipes avec Charlotte Flair (2025-...)
Le 1er février 2025 au Royal Rumble, elle fait son retour après 2 ans d'absence, en tant que Face, entre dans le Women's Royal Rumble match en 21e position, mais se fait éliminer par Liv Morgan après 11 minutes de match. 4 jours plus tard, elle signe officiellement avec SmackDown. Le 1er mars à Elimination Chamber, elle ne devient pas aspirante no 1 à la ceinture mondiale féminine, battue par Bianca Belair dans un Women's Elimination Chamber match (éliminée par Liv Morgan).
Le 7 juin à Money in the Bank, elle ne remporte pas la mallette, gagnée par Naomi.
Le 4 juillet à SmackDown, elle s'allie officiellement avec Charlotte Flair et ensemble, les deux catcheuses battent Michin et B-Fab et The Secret Hervice (Alba Fyre et Piper Niven) dans un Triple Threat Tag Team match et se qualifient pour la stipulation pour les ceintures féminines par équipe à Evolution. 9 soirs plus tard à Evolution, elles ne remportent pas les ceintures, battues par The Judgment Day (Raquel Rodriguez et Roxanne Perez) dans un Fatal 4-Way Tag Team match  qui inclut également Sol Ruca et Zaria et les Kabuki Warriors.
Le 2 août à SummerSlam, elles deviennent les nouvelles championnes par équipes en prenant leur revanche sur leurs mêmes adversaires. Elle remporte les titres pour la quatrième fois et sa coéquipière pour la seconde fois.

## Palmarès
- World Wrestling Entertainment (WWE)
  - 2 fois Championne de  SmackDown
  - 3 fois Championne de Raw
  - 4 fois Championne par équipe de la WWE - avec Nikki Cross (2) et Asuka (1) et Charlotte Flair (1)
  - 1 fois Championne 24/7 de la WWE
  - Miss Money in the Bank (2018)
  - Vainqueur du Elimination Chamber (2018)
  - 2e Triple Crown Women's Champion de la WWE

## Récompenses de magazines
- Pro Wrestling Illustrated

| Année | 2016 | 2017 | 2018 | 2019 | 2020 | 2021 | 2022 |
| ----- | ---- | ---- | ---- | ---- | ---- | ---- | ---- |
| Rang  | 29   | 3    | 2    | 12   | 27   | 77   | 117  |

## Vie privée
Elle s'est fiancée avec le catcheur Buddy Murphy en 2015, mais ont annoncé publiquement leurs fiançailles en janvier 2017[réf. nécessaire]. Le 9 mai 2019, l'Australien et elle se séparent, après 4 ans de relation amoureuse.
Le 7 février 2020, elle est en couple avec le chanteur Ryan Cabrera. Le 15 novembre, le couple se fiance. Le 9 avril 2022, le chanteur et elle se sont mariés. Le 30 mai 2023, elle annonce, sur les réseaux sociaux, être officiellement enceinte de leur premier enfant. Le 27 novembre, elle donne naissance à une petite fille : Hendrix Rouge Cabrera,.

## Autres médias
Alexis Kaufman fait la couverture de la version américaine du magazine Muscle & Fitness en septembre 2016.
Une chanson intitulée Alexa Bliss apparaît dans l'album Pop Drunk Snot Bread (2022) du groupe Bowling for Soup. La catcheuse apparaît dans le clip du single.